# Покровка (ботанічний заказник)
Ботанічний заказник «Покровка» був оголошений Рішенням Миколаївського облвиконкому від 21.07.1972 року № 391 «Про віднесення пам'яток природи місцевого значення за категоріями відповідно до нової класифікації та затвердження нововиявлених заповідних територій і природних об'єктів» на території Очаківського лісомисливського господарства.
Площа — 22,6 га.

## Скасування
Рішення Миколаївської обласної ради народних депутатів від 12.03.1993 року № 11 « Про природно-заповідний фонд Миколаївської області» заказник був скасований із зазначення причини «втратив статус по природним причинам»...